# Faris Al-Sultan
Faris Al-Sultan (* 21. Januar 1978 in München) ist ein ehemaliger deutscher Triathlet, der heute als Trainer aktiv ist. 2005 gewann er als dritter Deutscher den Ironman Hawaii. Er wird in der Bestenliste deutscher Triathleten auf der Ironman-Distanz geführt.

## Sportliche Laufbahn
Als 16-Jähriger lief Faris Al-Sultan 1994 seinen ersten Marathon – mit gefälschter Altersangabe, weil er nach den offiziell geltenden Regeln noch zu jung war für die Belastung eines 42,195-Kilometer-Laufs.

### Erster Triathlon-Start 1996
Seinen ersten Triathlon absolvierte er 1996 und 1997 als 19-Jähriger seinen ersten Ironman auf Lanzarote, weil das Mindestalter für Langdistanz-Triathleten in Deutschland damals bei 21 Jahren lag. Am Ironman Hawaii nahm er 1999 erstmals als Amateur teil und belegte den dritten Platz in seiner Altersklasse.

### Deutscher Triathlon-Meister 2000
2000 in Kulmbach gewann er in 8:22 Stunden erstmals die Deutsche Meisterschaft auf der Langdistanz. 2001 belegte Faris Al-Sultan beim Ironman Brasil den zweiten Platz und erreichte einen 27. Rang beim Ironman Hawaii. 2002 wurde er in Immenstadt Deutscher Meister auf der Mitteldistanz und erklärte anschließend, dass dies für die nächste Zeit im Hinblick auf eine angestrebte Qualifikation für die Olympischen Spiele in Athen vorläufig der letzte längere Wettkampf gewesen sei. Er entschied sich letztlich wieder um und qualifizierte sich über den Ironman Canada erneut für Hawaii, belegte aber in der Vorbereitung beim Europacup am Schliersee noch Platz drei. 2003 belegte er den siebten Platz beim Ironman Hawaii.
2004 gelang es ihm bei der Challenge Roth, die magische Acht-Stunden-Marke zu unterbieten; als schnellster Deutscher wurde er damit erneut Deutscher Meister auf der Langdistanz. Außerdem gewann Faris Al-Sultan im Jahr 2004 den Half-Ironman St. Croix (2 km Schwimmen, 90 km Radfahren und 21,1 km Laufen) und belegte den dritten Platz beim Ironman Hawaii.

### Sieger Ironman World Championship 2005
2005 gewann Faris Al-Sultan in Arizona erstmals ein unter Lizenz der kommerziellen Ironman-Marke organisiertes Rennen über die komplette Langdistanz (3,8 km Schwimmen, 180 km Radfahren und 42,195 km Laufen). Al-Sultan gewann 2005 den Ironman Hawaii als ausgeglichenster Teilnehmer bei seiner dritten Teilnahme als Profi in 8:14:17 h vor dem Neuseeländer Cameron Brown sowie dem dreimaligen Gewinner Peter Reid aus Kanada. Nach Thomas Hellriegel (1997) und Normann Stadler (2004) war er damit der dritte Deutsche, der diesen Wettbewerb für sich entscheiden konnte.
In der Saison 2006 startete Faris Al-Sultan am 19. März in Port Elizabeth beim Ironman South Africa und beendete das Rennen auf dem fünften Platz. Beim Ironman Hawaii wurde Faris Al-Sultan mit einer Zeit von 8:19:04 h Dritter hinter Normann Stadler und Chris McCormack. Den Challenge Roth beendete er am 2. Juli als Zweiter hinter dem Australier Chris McCormack und wurde somit wie im Jahre 2004 Deutscher Meister über die Triathlon-Langdistanz (Ironman-Distanz). Zudem konnte er das Kraichgau Triathlon Festival über die M-Distanz (2/60/14), den Mitteldistanz-Triathlon im österreichischen Saalfelden, den Nibelungen-Triathlon in Xanten und den Xentis-Triathlon über die Sprintdistanz in Maria Lankowitz (Österreich) für sich entscheiden.

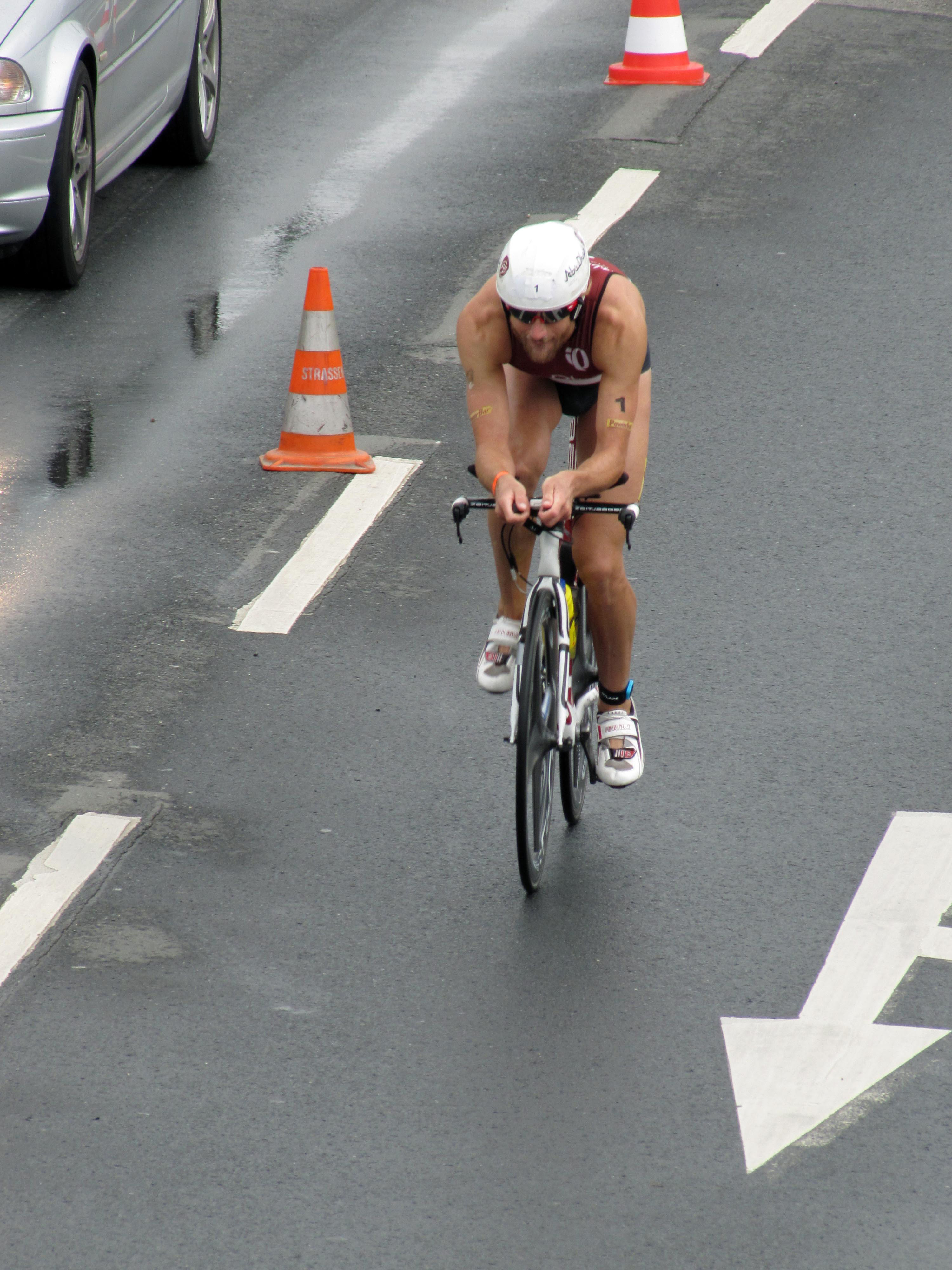
Ironman Germany 2011 in Frankfurt: Letzte Runde, an der BG-Klinik

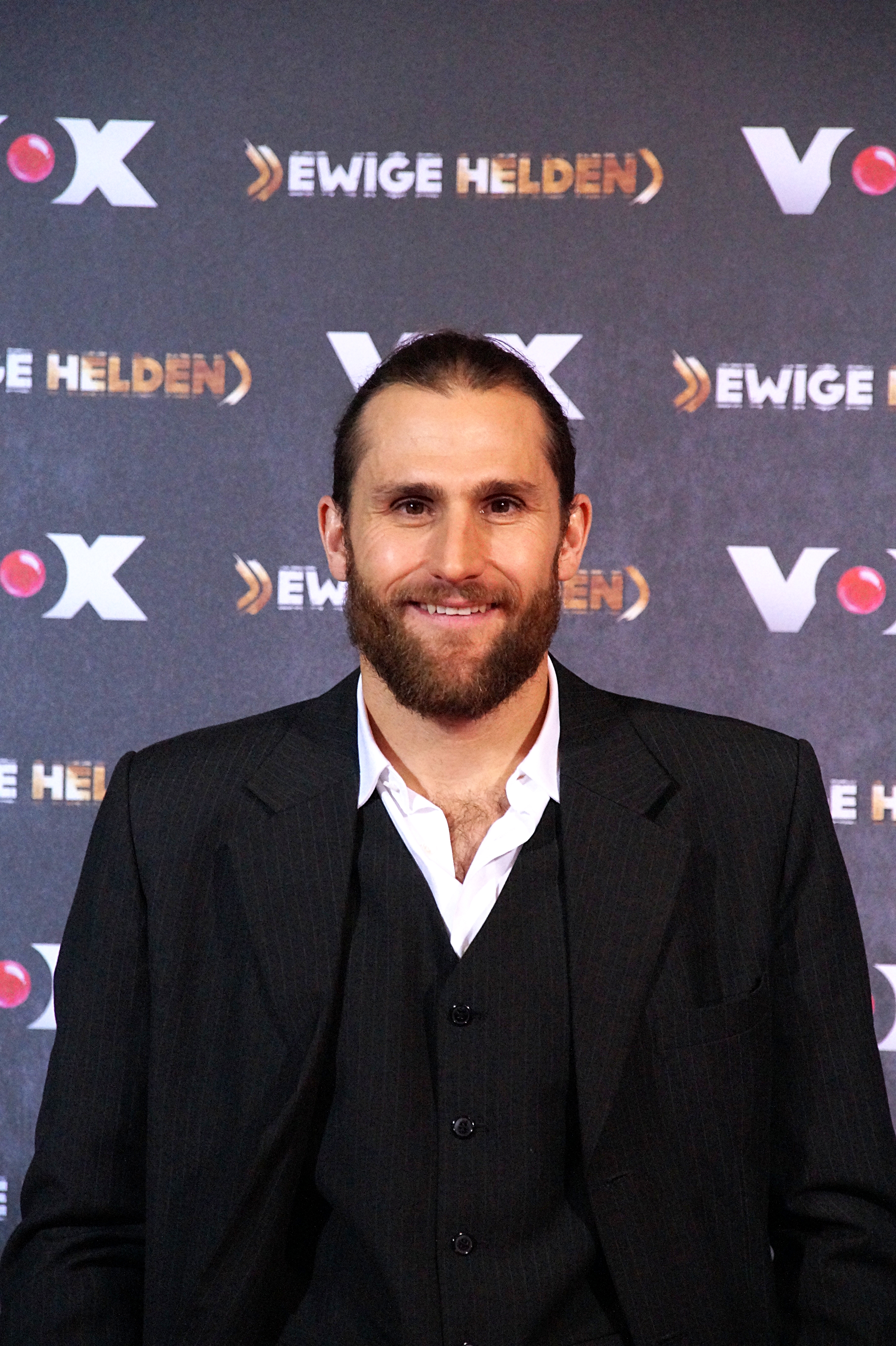
Faris Al-Sultan beim VOX „Ewige Helden“-Pressetermin im Dezember 2015

Im Jahr 2007 gewann Al-Sultan erneut das Kraichgau Triathlon Festival über die M-Distanz (2 km Schwimmen, 60 km Radfahren und 14 km Laufen). Seinen geplanten Start beim Ironman auf Hawaii musste Al-Sultan krankheitsbedingt am Morgen vor dem Wettkampf absagen. Im Jahr 2008 startete er beim Ironman Malaysia und erreichte seinen dritten Gesamtsieg in einem Ironman – mit einer Endzeit von 8:34:42 h. Beim Ironman 70.3 in St. Croix auf den Amerikanischen Jungferninseln erreichte er den vierten Rang und den Ironman 70.3 Germany in Wiesbaden gewann er in 4:10:26 h.
Faris Al-Sultan galt nicht als Taktiker, sondern als jemand, der das Wettkampfgeschehen gerne selber in die Hand nahm, wobei er kurzzeitige physische Einbrüche in Kauf nahm und das Talent besaß, sich sehr schnell wieder zu erholen. Faris Al-Sultan hatte ein Startrecht für das Triathlon Team Witten. Im Frühjahr 2009 gründete Faris Al-Sultan das Abu Dhabi Triathlon Team, das bis Anfang 2013 bestand. Mit dabei waren Ina Reinders, Andreas Böcherer und Andrea Steinbecher.
Im August 2010 erreichte er in Regensburg seinen vierten Ironman-Sieg vor seinem Teamkollegen Andreas Böcherer.

### Sieger Ironman European Championship 2011
In Frankfurt siegte er am 24. Juli 2011 beim Ironman Germany (European Championship). Am 1. Juli 2012 gewann er den Ironman Austria und feierte damit seinen sechsten Ironman-Sieg.
Im Mai 2013 gewann Faris in 8:42:40 h – damit fast zehn Minuten vor dem Zweitplatzierten, dem Spanier Miquel Blanchart – den Ironman auf Lanzarote. Im Zuge der European Ironman Championships in Frankfurt wurde bekannt, dass Faris Al-Sultan bis einschließlich 2015 für das österreichische pewag racing team des Kettenherstellers pewag starten würde.
Am 18. Mai 2015 erklärte er seine Profikarriere für beendet. Er wollte sich nun mehr um seine Familie kümmern.
Seine aktive Karriere beendete er im August 2015 mit dem fünften Rang beim Allgäu Triathlon. Faris Al-Sultan startete im Juni 2017 im Team zusammen mit Werner Leitner sowie im Juni 2018 im Team zusammen mit Thomas Hellriegel bei der Tour Transalp.
Von November 2018 bis September 2020 war Al-Sultan als Bundestrainer Elite des deutschen Triathlonverbandes (DTU) tätig und er betreute die Athleten aus dem Olympia- und Perspektivkader.
Er ist als Coach aktiv und trainiert u. a. Carolin Lehrieder, Johann Ackermann, Philipp Bahlke sowie die Dänin Maja Stage Nielsen.
Von 2015 bis 2019 trainierte er zudem Patrick Lange, der in dieser Zeit zweimal den Ironman Hawaii gewinnen konnte.

## Privates
Al-Sultans Vater Talib kam 1958 aus dem Irak nach Deutschland. Seine Mutter Lydia stammt aus München, wo der Vater als Leiter eines Übersetzungsbüros arbeitet. Faris Al-Sultan besuchte das Gymnasium München/Moosach. Er studierte Geschichte und Kultur des Nahen Orients an der Ludwig-Maximilians-Universität München, brach das Studium aber aufgrund der durch den Leistungssport bedingten Doppelbelastung ab.
Im April 2014 kam sein Sohn zur Welt, seit November 2014 ist er mit der früheren Triathletin Ina Reinders (* 1979) verheiratet und im Januar 2016 kam ihre gemeinsame Tochter zur Welt.
Im Februar 2016 nahm Al-Sultan mit anderen ehemaligen Weltklassesportlern an der Show Ewige Helden des Fernsehsenders VOX teil.
Zu Beginn der COVID-19-Pandemie in Deutschland kritisierte Al-Sultan in zahlreichen Tweets auf Twitter und einem Leserbrief im Magazin Der Spiegel die deutsche Präventionspolitik und verglich zum Beispiel die Bereitschaft, Maßnahmen zur Bekämpfung der Pandemie mitzutragen, mit dem fehlenden Widerstand gegen die Nazis im Dritten Reich. Seine Worte wurden von der F.A.Z. als „radikale, von Verschwörungstheorien umwehte Position“ und von der Frankfurter Rundschau als „grenzwertige Vergleiche“ empfunden, die Süddeutsche schrieb von „verstörenden Ansichten“, aus Sicht der Neue Zürcher Zeitung „redete er sich um Kopf und Kragen“.
Sein Arbeitgeber, die Deutsche Triathlon Union (DTU), für den er zu dem Zeitpunkt noch als Bundestrainer tätig war, distanzierte sich öffentlich von ihm und die Zusammenarbeit wurde zum 30. September 2020 beendet.

2021 wurde Al-Sultan Mitglied der rechtsoffenen Partei dieBasis und ließ sich für die als parteipolitischer Arm der Querdenker-Bewegung geltende Partei als Ersatzkandidat für ein Direktmandat zur Bundestagswahl 2021 aufstellen.

## Sportliche Erfolge
| Datum/Jahr    | Rang | Wettbewerb                                         | Austragungsort    | Zeit     | Bemerkung |
| ------------- | ---- | -------------------------------------------------- | ----------------- | -------- | --- |
| 16. Aug. 2015 | 5    | Allgäu Triathlon                                   | Immenstadt        |          | auf der olympischen Distanz hinter dem Sieger Sebastian Kienle                                                                                                   |
| 2. Aug. 2015  | 10   | Frankfurt-City-Triathlon                           | Frankfurt am Main | 02:06:37 | (vor u. a. Thomas Hellriegel) |
| 14. Juni 2015 | 4    | Triathlon Ingolstadt                               | Ingolstadt        | 01:58:55 | auf der olympischen Distanz |
| 19. Apr. 2015 | 8    | Cannes International Triathlon                     | Cannes            | 03:56:46 | auf der Mitteldistanz (2 km Schwimmen, 80 km Radfahren und 16 km Laufen)                                                                                         |
| 14. Sep. 2014 | 10   | Ironman 70.3 Rügen                                 | Binz              | 04:06:22 | Die Erstaustragung auf Rügen musste witterungsbedingt ohne die Schwimmdistanz als Duathlon ausgetragen werden (5 km Laufen, 90 km Radfahren und 21,1 km Laufen). |
| 7. Sep. 2014  | 1    | Nibelungen-Triathlon                               | Xanten            |          | Sieger auf der olympischen Distanz |
| 24. Aug. 2014 | 2    | Allgäu Triathlon                                   | Immenstadt        | 04:24:48 | Zweiter bei der Allgäu-Classic – hinter Maurice Clavel |
| 3. Aug. 2014  | 3    | Frankfurt-City-Triathlon                           | Frankfurt am Main | 02:01:47 | [ 25 ] |
| 1. Juni 2014  | 1    | Triathlon Ingolstadt                               | Ingolstadt        | 01:54:43 | Sieger auf der olympischen Distanz – neben Sonja Tajsich bei den Frauen                                                                                          |
| 4. Aug. 2013  | 7    | Frankfurt-City-Triathlon                           | Frankfurt am Main | 02:00:43 | [ 26 ] |
| 24. Juni 2012 | 2    | Mittelmosel Triathlon                              | Zell (Mosel)      |          | |
| 20. Mai 2012  | 12   | Ironman 70.3 Austria                               | St. Pölten        | 04:02:12 | |
| 19. Feb. 2012 | 1    | Ironman 70.3 Sri Lanka                             | Colombo           | 03:51:39 | Sieger bei der Erstaustragung |
| 4. Dez. 2011  | 13   | Ironman 70.3 Asia Pacific                          | Phuket            | 04:11:49 | |
| 3. Sep. 2011  | 5    | Triathlon de Gérardmer                             | Gérardmer         | 02:44:08 | |
| 17. Juli 2011 | 1    | Triathlon Ingolstadt                               | Ingolstadt        | 01:50:38 | Sieg und Titelverteidigung auf der olympischen Distanz bei der 2. Auflage des Ingolstädter Triathlons                                                            |
| 26. Juni 2011 | 1    | Sylt-Triathlon                                     | List auf Sylt     | 02:10:44 | Sieger neben Jenny Schulz bei den Frauen bei der Erstaustragung (1,5 km Schwimmen, 46 km Radfahren und 12 km Laufen)                                             |
| 8. Mai 2011   | 8    | Siegerland-Cup                                     | Buschhütten       | 01:50:08 | |
| 1. Mai 2011   | 1    | TDW – Tage der Wahrheit                            | Graz              | 01:45:32 | 1,5 km Schwimmen, 40 km Einzelzeitfahren und 10 km Laufen |
| 20. März 2011 | 5    | Ironman 70.3 Singapore                             | Singapur          | 03:56:13 | [ 30 ] |
| 5. Sep. 2010  | 6    | Triathlon de Gérardmer                             | Gérardmer         | 04:38:42 | 1,9 km Schwimmen, 94,5 km Radfahren und 21 km Laufen |
| 20. Juni 2010 | 4    | UK Ironman 70.3                                    | Wimbleball Lake   | 04:26:23 | [ 31 ] |
| 13. Juni 2010 | 1    | Triathlon Ingolstadt                               | Ingolstadt        | 01:53:36 | Sieg auf der olympischen Distanz vor Christian Brader |
| 16. Aug. 2009 | 6    | Ironman 70.3 Germany                               | Wiesbaden         | 04:11:47 | |
| 10. Aug. 2008 | 1    | Ironman 70.3 Germany                               | Wiesbaden         | 04:10:26 | |
| 4. Mai 2008   | 4    | Ironman 70.3 St. Croix                             | Saint Croix       | 04:10:15 | auf den Amerikanischen Jungferninseln in der Karibik |
| 2. Dez. 2007  | 3    | Laguna Phuket Triathlon                            | Phuket            | 02:34:30 | [ 32 ] |
| 16. Juni 2007 | 2    | Alpen-Triathlon                                    | Schliersee        | 02:01:52 | |
| 17. Juli 2006 | 1    | Kirchbichl Triathlon                               | Kirchbichl        | 01:51:46 | Sieger beim Kirchbichl Triathlon in Tirol – neben der Österreicherin Irina Kirchler bei den Frauen.                                                              |
| 10. Sep. 2006 | 1    | Nibelungen-Triathlon                               | Xanten            |          | |
| 4. Sep. 2005  | 1    | Nibelungen-Triathlon                               | Xanten            |          | |
| 15. Aug. 2004 | 1    | Brigantium Triathlon                               | Bregenz           |          | Sieger über die olympische Distanz am Bodensee |
| 9. Mai 2004   | 1    | Siegerland-Cup                                     | Buschhütten       | 1:45:06  | vor Stefan Holzner und Horst Reichel |
| 2. Mai 2004   | 1    | St. Croix Triathlon                                | Saint Croix       | 04:08:41 | |
| 26. Juli 2003 | 3    | Alpen-Triathlon                                    | Schliersee        | 02:03:55 | Dritter hinter dem Sieger Hektor Llanos (1,5 km Schwimmen, 40 km Radfahren und 10 km Laufen)                                                                     |
| 20. Juli 2003 | 1    | Karlsfelder Triathlon                              | Karlsfeld         | 01:59:53 | Gesamtsieger vor Lothar Leder |
| 13. Juli 2003 | 1    | Stadt-Triathlon München                            | München           | 01:15:10 | Premierensieger beim Elite-Sprint vor Steffen Hartig nach Bundesliga-Wettkampf am Vortag in Witten                                                               |
| 9. März 2003  | 2    | Health & Fitness Triathlon                         | Abu Dhabi         | 00:54:19 | 750 – 20 – 5, zweiter 15 s hinter Rasmus Henning |
| 27. Juli 2002 | 2    | DTU Deutsche Meisterschaft Triathlon Mitteldistanz | Immenstadt        | 04:13:26 | Deutscher Meister (2 km Schwimmen, 92 km Radfahren und 21 km Laufen)                                                                                             |
| 1996          |      | Karlsfelder Triathlon                              | Karlsfeld         |          | erster Start im Triathlon |

| Datum/Jahr    | Rang | Wettbewerb                                       | Austragungsort    | Zeit     | Bemerkung                                                                                                 |
| ------------- | ---- | ------------------------------------------------ | ----------------- | -------- | --- |
| 16. Mai 2015  | DNF  | Ironman Texas                                    | The Woodlands     | –        | |
| 11. Okt. 2014 | DNF  | Ironman Hawaii                                   | Hawaii            | –        | Ironman World Championship                                                                                |
| 29. Juni 2014 | DNF  | Ironman Austria                                  | Klagenfurt        | –        | In Führung liegend musste Al-Sultan das Rennen auf der Raddistanz nach technischen Problemen beenden.     |
| 6. Apr. 2014  | 3    | Ironman South Africa                             | Port Elizabeth    | 08:33:19 | |
| 12. Okt. 2013 | 10   | Ironman Hawaii                                   | Hawaii            | 08:31:13 | |
| 18. Mai 2013  | 1    | Ironman Lanzarote                                | Puerto del Carmen | 08:42:40 | |
| 14. Apr. 2013 | DNF  | Ironman South Africa                             | Port Elizabeth    | –        | |
| 13. Okt. 2012 | 5    | Ironman Hawaii                                   | Hawaii            | 08:28:33 | Ironman World Championship                                                                                |
| 1. Juli 2012  | 1    | Ironman Austria                                  | Klagenfurt        | 08:11:31 | sechster Ironman-Sieg für Faris Al-Sultan                                                                 |
| 22. Apr. 2012 | 2    | Samui Triathlon                                  | Ko Samui          | 06:13:15 | Zweiter bei der Erstaustragung auf der Langdistanz (4 km Schwimmen, 122,65 km Radfahren und 30 km Laufen) |
| 3. März 2012  | 2    | Abu Dhabi International Triathlon                | Abu Dhabi         | 06:22:11 | |
| 8. Okt. 2011  | 10   | Ironman Hawaii                                   | Hawaii            | 08:27:18 | Ironman World Championship                                                                                |
| 24. Juli 2011 | 1    | Ironman Germany                                  | Frankfurt am Main | 08:13:50 | fünfter Ironman-Sieg                                                                                      |
| 12. März 2011 | 8    | Abu Dhabi International Triathlon                | Abu Dhabi         | 06:48:22 | 3 km Schwimmen, 200 km Radfahren und 20 km Laufen                                                         |
| 9. Okt. 2010  | 10   | Ironman Hawaii                                   | Hawaii            | 08:24:04 | |
| 1. Aug. 2010  | 1    | Ironman Regensburg                               | Regensburg        | 08:13:37 | |
| 13. März 2010 | 6    | Abu Dhabi International Triathlon                | Abu Dhabi         | 06:37:53 | 3 km Schwimmen, 200 km Radfahren und 20 km Laufen                                                         |
| 10. Okt. 2009 | 10   | Ironman Hawaii                                   | Hawaii            | 08:31:44 | |
| 5. Juli 2009  | 6    | Ironman Germany                                  | Frankfurt am Main | 08:20:26 | |
| 11. Okt. 2008 | 11   | Ironman Hawaii                                   | Hawaii            | 08:39:32 | |
| 23. Feb. 2008 | 1    | Ironman Malaysia                                 | Langkawi          | 08:34:42 | Faris Al-Sultan feiert seinen dritten Ironman-Sieg über die Langdistanz.                                  |
| 1. Juli 2007  | 6    | Ironman Germany                                  | Frankfurt am Main | 08:23:16 | |
| 21. Okt. 2006 | 3    | Ironman Hawaii                                   | Hawaii            | 08:19:04 | |
| 2. Juli 2006  | 2    | Challenge Roth                                   | Roth              | 08:03:29 | Deutscher Triathlon-Meister Langdistanz                                                                   |
| 19. März 2006 | 5    | Ironman South Africa                             | Port Elizabeth    | 08:42:20 | |
| 15. Okt. 2005 | 1    | Ironman Hawaii                                   | Hawaii            | 08:14:17 | |
| 9. Apr. 2005  | 1    | Ironman Arizona                                  | Tempe             | 08:25:42 | |
| 16. Okt. 2004 | 3    | Ironman Hawaii                                   | Hawaii            | 08:45:14 | |
| 4. Juli 2004  | 2    | Challenge Roth                                   | Roth              | 07:58:05 | Deutscher Triathlon-Meister Langdistanz                                                                   |
| 18. Okt. 2003 | 7    | Ironman Hawaii                                   | Hawaii            | 08:35:51 | |
| 24. Aug. 2003 | 4    | Ironman Canada                                   | Penticton         | 08:48:45 | |
| 25. Mai 2002  | 9    | Ironman Brasil                                   | Florianópolis     | 08:49:17 | |
| 16. Okt. 2001 | 27   | Ironman Hawaii                                   | Hawaii            | 09:17:55 | |
| 9. Juli 2001  | 14   | Ironman Europe                                   | Roth              | 08:50:13 | |
| 25. Mai 2001  | 2    | Ironman Brasil                                   | Florianópolis     | 08:21:11 | |
| 12. Aug. 2000 | 1    | DTU Deutsche Triathlon-Meisterschaft Langdistanz | Kulmbach          | 08:22:02 | Sieger beim IronMönch vor Roland Knoll und Siegi Ferstl                                                   |
| 23. Okt. 1999 | 52   | Ironman Hawaii                                   | Hawaii            | 09:14:34 | 3. Rang in der Altersklasse 18–24                                                                         |
| 22. Mai 1999  | 17   | Ironman Lanzarote                                | Puerto del Carmen | 09:48:51 | 1. Rang in der Altersklasse 18–24                                                                         |

| Datum/Jahr  | Rang | Wettbewerb              | Austragungsort | Zeit     | Bemerkung                                    |
| ----------- | ---- | ----------------------- | -------------- | -------- | -------------------------------------------- |
| 1. Mai 2001 | 3    | Hilpoltsteiner Duathlon | Hilpoltstein   | 01:23:50 | 8 km Laufen, 28 km Radfahren und 3 km Laufen |

| Datum/Jahr    | Rang | Wettbewerb                              | Austragungsort | Zeit | Bemerkung                                                 |
| ------------- | ---- | --------------------------------------- | -------------- | ---- | --------------------------------------------------------- |
| 16. Aug. 2014 |      | ITU Cross Triathlon World Championships | Olbersdorf     |      | erstes Antreten bei einem internationalen Cross-Triathlon |

(DNF – Did Not Finish)

## Auszeichnungen
- 2004, 2005 Münchens Sportler des Jahres der Abendzeitung
- 2005 Sportler des Monats Oktober der Stiftung Deutsche Sporthilfe[37]
- 2005 Bambi in der Kategorie Sport
- 2005 5. bei der Wahl zum Sportler des Jahres
- 2005 Performance of the year des kalifornischen Magazins Competitor
- 2007 Bayerischer Sportpreis in der Kategorie „Botschafter des bayerischen Sports“

## Veröffentlichungen
- mit Christoph Dirkes: Triathlon. Motivation – Wettkampf – Erlebnis. Vom richtigen Einstieg zum erfolgreichen Finish. Südwest, München 2007, ISBN 978-3-517-08283-7